# Segenet Kelemu
Segenet Kelemu (Finote Selam, 1956) es una fitopatóloga etíope que investiga algunos microorganismos endófitos que habitan en el pasto de forraje y que dirige el Centro Internacional de Fisiología y Ecología de los Insectos (International Center for Insect Physiology and Ecology, ICIPE) en Nairobi, Kenia.
Kelemu es miembro de la Academia Africana de Ciencias y en 2011 se convirtió en la primera mujer africana en recibir un premio de la Academia de Ciencias del Tercer Mundo, el cual compartió con Zeyaur Khan en la categoría de Ciencias Agrícolas. En 2014 recibió el Premio L'Oréal-UNESCO a Mujeres en Ciencia.

## Educación y primeros años
Kelemu nació en Etiopía, en una pequeña aldea donde las mujeres deben ocuparse de las labores agrícolas. Como muchos otros niños de su aldea, se esperaba que Segenet ayudara con las tareas agrícolas. Además, desde pequeña mostró un fuerte sentido de responsabilidad, por lo que su madre le asignó la tarea de vender los productos agrícolas en el mercado; segura de que negociaría los mejores precios y mantendría el dinero seguro. Así, Kelemu aprendió las duras verdades sobre la agricultura: su trabajo agotador, especialmente para las mujeres, además de los desafíos a la productividad, que colocaban a las personas de su comunidad en una lucha constante para satisfacer las necesidades alimentarias mínimas de los hogares; pero sobre todo, el potencial del sector. Como resultado, sintió el llamado a buscar soluciones a las limitaciones agrícolas. Por lo tanto, aunque era una estudiante de primer nivel, Segenet decidió dedicarse a la ciencia y la agricultura. A los 15 años, tras presenciar la devastación causada por una plaga de langostas, decidió dedicarse a estudiar la problemática y al poco tiempo se convirtió en la primera mujer de la región en ser admitida a la Universidad de Adís Abeba, en ese entonces la única institución de educación superior en el país y de la cual regresó en 1979 con una licenciatura en Botánica. 
Tras concluir sus estudios de grado, recibió una beca para especializarse en los Estados Unidos y ahí concluyó una maestría en patología y genética en la Universidad Estatal de Montana (1985), un doctorado en biología molecular y fitopatología en la Universidad Estatal de Kansas (1989) y desarrolló una investigación postdoctoral en la Universidad de Cornell (1989-1992) acerca de algunos determinantes moleculares que intervienen en la patogénesis. 

## Trabajo
Decidió estudiar agricultura y se convirtió en la primera mujer de la región en obtener un título universitario, luego completó sus estudios de posgrado en los Estados Unidos y trabajó en un instituto de investigación internacional en América del Sur. Después de trabajar como fitopatólogo en el extranjero durante 25 años, regresó a África en 2007 y es una nueva generación de científicos dedicados a ayudar a los pequeños agricultores de todo el mundo a cultivar más alimentos y a salir de la pobreza. Actualmente es la Directora del Centro Internacional de Fisiología y Ecología de Insectos en Nairobi.

## Logros y Reconocimientos

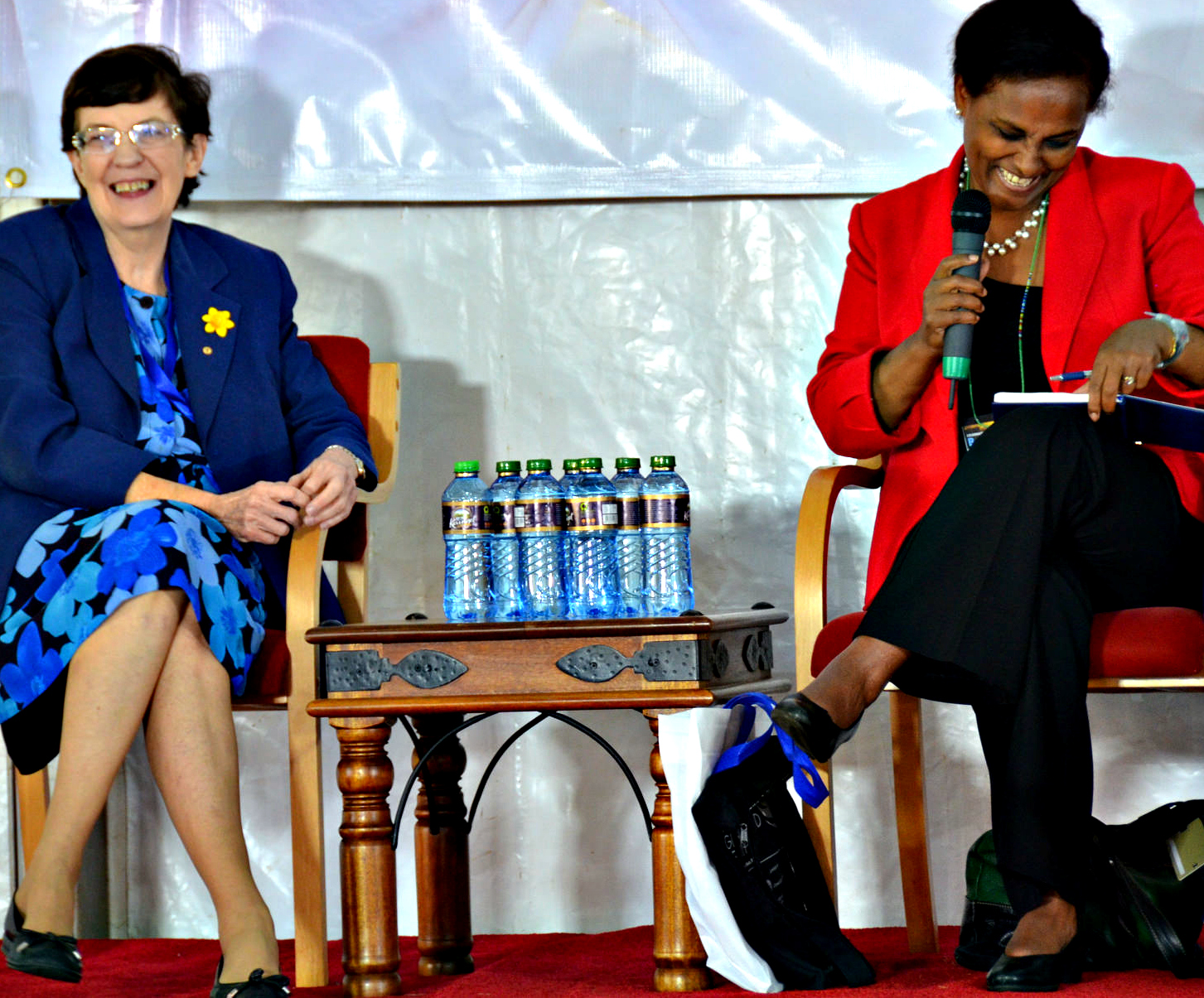
Segenet Kelemu y Gabrielle Persley en el 15º aniversario del BecA-ILRI Hub. 3 de febrero de 2016.

En 2011 compartió con Zeyaur Khan el premio de la Academia Mundial de Ciencias en el rubro de Ciencias Agrícolas por descubrir bacterias y hongos endófitos benéficos en pastos del género Brachiaria.
Kelemu recibió el Premio Lal UNESCO 2014 Mujeres en la Ciencia y una de las 100 mujeres africanas más influyentes que aparecen en la edición de mayo de 2014 de Forbes África. Dr. Kerem ha sido clasificada entre las 10 mujeres africanas más influyentes en la agricultura por el Journal of Gender, Agriculture and Food Security. En enero de 2018,  Bill Gates la reconoció como uno de los cinco "héroes sobre el terreno" que utilizan sus talentos para luchar contra la pobreza, el hambre, las enfermedades y crear oportunidades para la próxima generación. Y en abril de 2018, el Foro Económico de Mujeres otorgó a Kerem su máximo premio de liderazgo, "Mujer de la Década en Ecosistemas Naturales y Sostenibles". Ha aparecido en The Mind of the Universe, Time Magazine, la BBC y African Voices de CNN, entre otros.
Además, en 2022 ganó la medalla de honor Ellis Island. La Medalla reconoce a las personas que se han propuesto compartir con los menos afortunados su riqueza de conocimientos, su coraje indomable, su compasión ilimitada, sus talentos únicos y su generosidad desinteresada. 

## Vida personal
Segenet Kelemu estaba casada con Arjan Gijsman, quien falleció en junio de 2021 , y tiene una hija llamada Finote Gijsman. Ella reside en Nairobi. Le gusta leer biografías. 